# Emeric Arus
Emeric Arus (n. 9 iunie 1938, Oradea, România – d. 10 octombrie 2022) a fost un scrimer român specializat pe sabie. A participat la Jocurile Olimpice de vară din 1960 de la Roma, fiind eliminat în turul al doilea la proba individuală și clasându-se pe locul 6 pe echipe.
S-a apucat de judo sub îndrumarea lui Vasile Gotelet în 1968, când era student la Institutul de Cultură Fizică (acum UNEFS) din București, absolvind în 1970 cu specializarea în acest sport. A devenit antrenor de judo, apoi de karate shotokan și de aikido. L-a pregătit, printre altele, pe Istvan Nagy, medaliat cu bronz la Campionatul European din 1984. A fundat stilul de karate „sendo-ryu”. Din 1981 trăiește în Statele Unite.